# Търновска архитектура
Търновска архитектура e архитектурата на град Велико Търново. На територията на града, се намират 668 броя сгради – паметници на културата.

## История
Търновската архитектура се е развивала през няколко епохи раннохристиянска, средновековната, възрожденска и от началото на Княжество България.

### Средновековие
Ярък пример за архитектурата през средновековието е творческото наследство от архитектурата на Търновската художествена школа.
Крепостните стени, които са предпазвали главните ядра на Търновград, са били съставени от креалации. Между тях са се редували амбразури и мерлоните. Тези елементи са се наричали още „бойници“ и са служели за отбрана при нападение. Имало е вътрешни предпазни стени. Друго средство за защита е било т.нар. контрафорс. Според изворите височината на стените на хълма Царевец е варирала от 3,5 до 4,5 метра. Предполага се, че на такава височина са се издигали и стените на Трапезица и Момина крепост, а също така и на петте стени, които са заграждали Новия град. Дворецът е изграден на три нива, включващи Тронна сграда, Царски покои, други жилищни и административни зали, изби, водохранилище. Декориран е с мозайки, мраморни облицовки и стенописи. Много от болярските жилища са имали вътрешни дворове, в центъра на които е имало параклиси или църкви. Шишмановата баня е една от малкото автентични творения на Търновската архитектура.

#### Галерия Средновековни постройки
- Останки от дворцов комплекс
- Патриаршески комплекс
- Останки от дворцов комплекс
- МАнастир в местносттаФренкхисар

### Възраждане
Най-значима следа в архитектурата през Възраждането остава българския гений от Дряново – Колю Фичето. Дряновския майстор е построил църквите:Църква Св. св. Константин и Елена, Църква Св.Марина, Църква Св. Никола, Църква Св. Спас,Църква Св. св. Кирил и Методий.. Дело на Колю Фичето е и емблематичният Търновския конак, където се е провело Учредителното събрание. Други негови обществени сгради са: Хан на хаджи Николи и Стамболовият хан. Други емблематични сгради: Сарафкината къща (построена през 1861 г.; пететажна с дървен парапет от осем дървени колонки с извити железни пръчки, които заграждат продълговатото осмостенно пространство на вестибюла), Къщата с маймунката (построена през 1849 г.), Къщата на Кокона Анастасия, Консулските къщи, Бейската къща и други. В града е съществувала голяма часовникова кула, изградена от камък.

#### Галерия Възраждане сгради
- Църква Св.Св.Кирил и Методий
- Църква Св.Никола
- Църква Св.Св.Константин и Елена
- Възрожденски къщи на ул."Гурко"
- Фабрика на Ангел Попов
- Възрожденска къща
- Къща на Борис Денев
- Възрожденски къщи в кв."Варуша"
- Сарафкината къща
- Къщата с маймунката
- Бейската къща
- Консулските къщи, Велико Търново

### Трета българска държава
След Освобождението на България в града се построяват няколко значими сгради:Хотел „Цар Борис“ през 1894 г.(по проект на Стоян Герганов).Сградата на Стария окръжен съвет (архитект Георги Козаров),Сградата на първата туристическа хижа,Сградата на старата поща (по проект на Станчо Белчовски).

#### Галерия сгради от периода на Трета българска държава
- Сградата на Мъжката гимназия
- Къща на Леон Филипов
- Сграда на ТЪрновска популярна банка
- МОдернистична къща(реставрирана)

### Съвременно строителство
Архитектурата през модернизма е повлияна от архитекти от цялата страна. Решения за по-големите архитектурни проекти са вземани от главно архитектурно бюро в София. През този период са построени следните сгради: Интерхотел „Велико Търново“ (архитект Никола Николов и колектив),Сградата на МДТ „Константин Кисимов“ построена 1971 г.,Дворецът на културата и спорта „Васил Левски“ построен 1985 г..

## Архитектура на Търновската къща

### Ранновъзрожденските къщи (1750 – 1828 г.)
Характерно за ранновъзрожденските къщи каменно приземие и каменен или паянтов етаж и имат засводени каменни входове, големи дървени чардаци.

### Къщи от периода на Възраждането
При тях се забелязва нов композиционен център – етажен вестибюл или салон (остъклен чардак), приземен етаж – приемен вестибюл с вътрешна стълба и покрит двор за стопанска дейност. На носещите греди, фасадите и вестилюба има възможност да бъдат украсени с апликации. За някои от къщите е характерно вграден гардероб.

### Буржоазни къщи
Буржоазните къще се характеризират със замяната на паянтовия градеж с масивен, каменен и тухлен, на дървения гредоред с тухлени сводове, железни греди и стоманобетонна конструкция.

## Паметници
Паметника на Обесените във Велико Търново е дело на италианския архитект Джовани Мосути. Светослав Йоцов е работил върху паметника Майка България.. Най-мащабния паметник в града - Паметникът Асеневци, е дело на  Крум Дамянов, включва Иван Славов, Владимир Игнатов, арх. Георги Гечев и инженер Коста Цеков.
- Паметник на Обесените през 1876 възстанници
- Паметник Майка България
- Паметник Асеневци